# Денисова Лада Володимирівна
Лада Володимирівна Дени́сова (нар. 1 квітня 1943, Талгар) — українська художниця і педагог; член Спілки радянських художників України з 1985 року.

## Біографія
Народилася 1 квітня 1943 року в місті Талгарі Алматинської області (нині Казахстан). Дочка художника Володимира Денисова. 1967 року закінчила Київський художній інститут, де навчалася у Віктора Пузиркова.
Протягом 1967—1979 років працювала викладачем на кафедрі живопису та малюнку Київського інженерно-будівельного інституту; у 1982—1995 роках обіймала посади викладача малюнку кафедри архітектури проєктування, старшого викладача кафедри живопису Київського художнього інституту.
Мешкає у Києві в будинку на Михайлівському провулку, № 7.

## Творчість
Працює у галузях станкового живопису і станкової графіки. Створює пейзажі, портрети, натюрморти. Серед робіт:
- олійні полотна: «Ідилія», «Ювелірних справ майстер Міша», «Натюрморт з трояндами», «Ступки», «Книги»[2];
- портрети: «Автопортрет» (1971), «Архітектор Янош Віг» (1981), «Дочка» (1984);
- акварелі: «Осіннє вікно» (1974), «Квіти на вікні» (1979), «Весняні букетики» (1981), «Золотистий натюрморт» (1982), «Весняний сад», «Ранковий туман», «Вечірня тиша», «Червоні піони» (усі – 1985);
- серії літографій: «Дитинство» (1980), «Літо в Седневі» (1981), «Куточки рідного міста» (1982), «Фігура в інтер’єрі» (1983);
- серія офортів «Тут жив Тарас Шевченко» (1985).

Учасниця обласних, республіканських, всесоюзних мистецьких виставок з 1967 року.